# 계수초등학교 (경기)
계수초등학교는 대한민국 경기도 시흥시에 있는 공립 초등학교이다.

## 학교 연혁
- 1947년 12월 2일: 소래국민학교 계수분교장 인가
- 1949년 10월 1일: 계수국민학교 개교
- 1984년 9월 10일: 병설유치원 개원
- 1992년 12월 28일: 교문, 담당 공사 완료
- 1996년 3월 1일: 계수초등학교로 개칭
- 2001년 6월 22일: 학교 숲 가꾸기 시범학교
- 2003년 4월 10일: 학교 자연학습장 운영
- 2006년 9월 18일: 교실2실, 다목적실, 도서실 증신축, 화장실 리모델링
- 2008년 1월 8일: 방과후 교실 리모델링 공사
- 2009년 3월 17일: 꿈나무 안심학교 1학급 개소(20명)
- 2012년 3월 1일: 경기도교육청지정 혁신학교 운영
- 2013년 3월 1일: 제23대 백종철 교장 취임

## 참고 자료
- 계수초등학교 - 한국교육학술정보원 학교알리미